# 1756 en arts plastiques
| Années des arts plastiques : 1753 - 1754 - 1755 - 1756 - 1757 - 1758 - 1759    |
| Décennies des arts plastiques : 1720 - 1730 - 1740 - 1750 - 1760 - 1770 - 1780 |

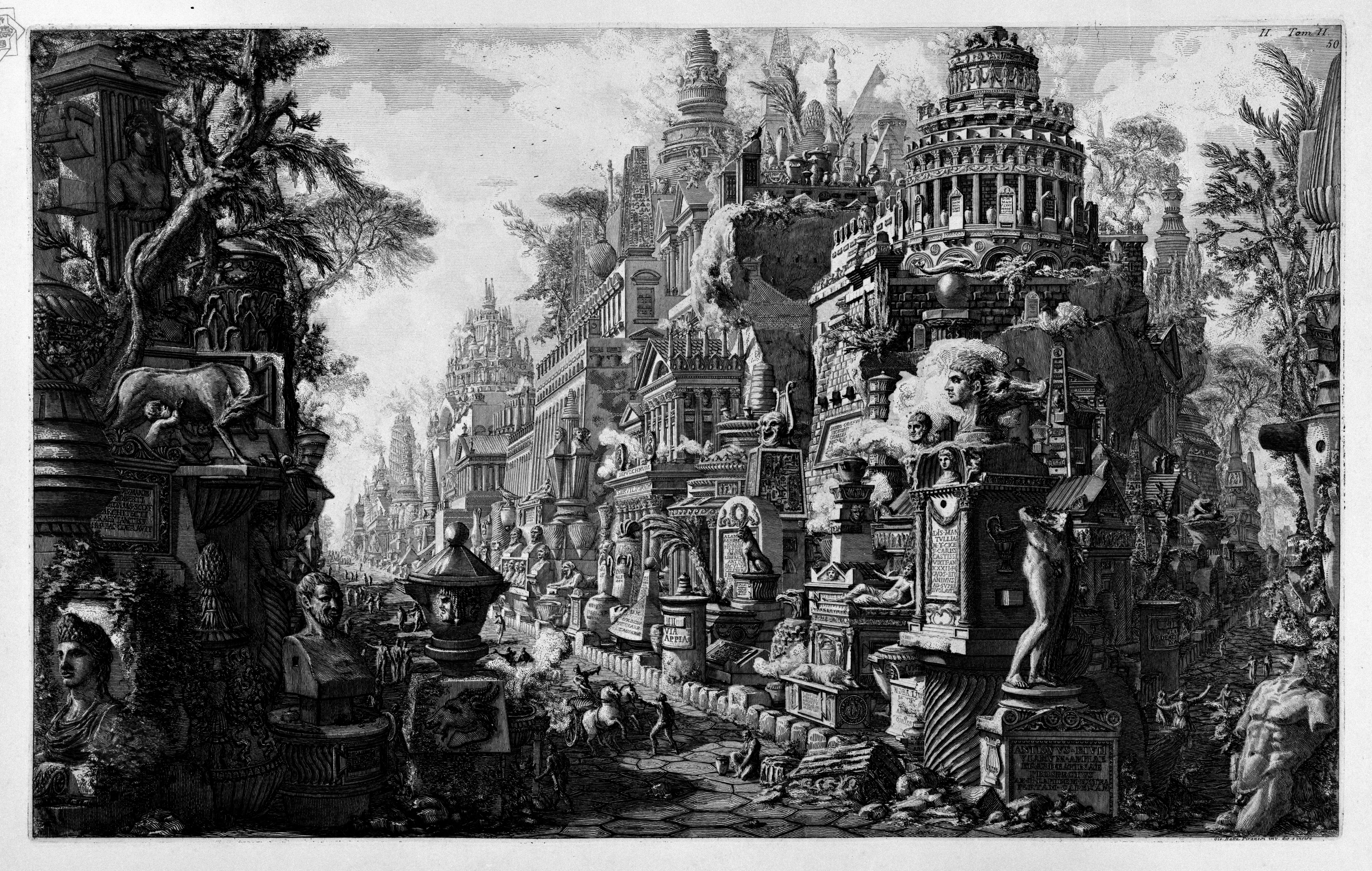
Antiquités Romaines, de Piranèse.

Cette page concerne l'année 1756 en arts plastiques.

## Naissances
- 6 janvier : Gaspare Landi, peintre italien († 24 février 1830),
- 20 janvier : Jean-Antoine Constantin, peintre français († 9 janvier 1844),
- 23 janvier : Paolo Vincenzo Bonomini, peintre néoclassique italien († 17 avril 1829),
- ? janvier : Salvatore Tonci, peintre, graphiste, musicien, poète et chanteur d’origine italienne († 1844),
- 4 mars : Henry Raeburn, peintre écossais († 5 juillet 1823),
- 24 mars : Thomas Gaugain, peintre et graveur français († 1812),
- 26 avril : Johann Friedrich Dryander, peintre allemand († 29 mars 1812),
- 6 juin : John Trumbull, peintre américain († 10 novembre 1843),
- 1er juillet : Johann Peter von Langer, peintre allemand  († 6 août 1824),
- 27 juillet : Elisabeth Palm, peintre et graveuse suédoise († 27 juin 1786),
- 2 octobre : Jacob van Strij, peintre néerlandais († 4 février 1815),
- 26 décembre : Jean-Louis Laneuville, peintre français († 1826),
- ? : Bénigne Gagneraux, peintre et dessinateur néoclassique français († 18 août 1795),
- ? :
  - Philippe Trière, graveur français († vers 1815),
  - Walter Beekerk, peintre hollandais († 1796),
- Vers 1756 :
- Henri-Nicolas Van Gorp, peintre et aquarelliste français († après 1819).

## Décès
- 25 janvier : Christoph Thomas Scheffler, peintre baroque et rococo allemand (° 20 décembre 1699),
- 27 février : Matteo Bonechi, peintre italien (° 8 novembre 1669),
- Vers 1756 :
- Stefano Gherardini, peintre italien (° vers 1696).